# Martin Schmidt (Fussballtrainer)
Martin Schmidt (* 12. April 1967 in Naters) ist ein ehemaliger Schweizer Fußballspieler, -trainer und -funktionär. Von Ende Dezember 2020 bis Ende Juli 2024 war er Sportdirektor des 1. FSV Mainz 05, bei dem er zuvor bereits von 2010 bis 2015 die zweite Mannschaft und von 2015 bis 2017 die Profimannschaft trainiert hatte. 

## Karriere

### Spieler
Schmidt war von 1976 bis 1998 für den FC Naters aktiv, mit dem er von der siebtklassigen 3. Liga bis in die Nationalliga B aufstieg. Danach spielte er bis 2001 für den FC Raron.

### Trainer und Funktionär
Beim FC Raron wurde Schmidt im direkten Anschluss an seine Spielerkarriere zunächst Trainerassistent und ab 2003 Cheftrainer. 2008 übernahm er die zweite Mannschaft des FC Thun.

#### 1. FSV Mainz 05
Zwei Jahre später wurde er vom 1. FSV Mainz 05 als Cheftrainer für die zweite Mannschaft verpflichtet. In der Saison 2013/14 erreichte Schmidt mit Mainz 05 II den dritten Platz in der Regionalliga Südwest. Nachdem der Ligakonkurrent SC Freiburg II auf eine Teilnahme an den Aufstiegsspielen verzichtet hatte, setzte sich Mainz 05 II dort unter der Leitung von Schmidt gegen die TSG Neustrelitz durch und stieg erstmals in die professionelle 3. Liga auf.
Am 17. Februar 2015 wurde er als Nachfolger von Kasper Hjulmand Trainer der ersten Mannschaft des Vereins. Die Saison 2015/16 beendete Mainz 05 auf dem sechsten Tabellenplatz und qualifizierte sich damit erstmals in der Vereinsgeschichte für die Gruppenphase der Europa League. Nach der Saison 2016/17 wurde das Beschäftigungsverhältnis vorzeitig aufgelöst, nachdem der Ligaerhalt erst im zweitletzten Spiel der Saison gesichert worden war.

#### Vfl Wolfsburg
Ab dem 18. September 2017 war Schmidt Trainer des VfL Wolfsburg als Nachfolger von Andries Jonker. In seinen ersten sieben Ligaspielen spielte der VfL Wolfsburg jeweils unentschieden, womit Schmidt der Bundesligatrainer mit den meisten Unentschieden nach Amtsübernahme ist. Am 19. Februar 2018 trat er als Trainer zurück.

#### FC Augsburg
Am 10. April 2019 übernahm Schmidt die Bundesligamannschaft des FC Augsburg, die nach dem 28. Spieltag mit vier Punkten Vorsprung auf den Relegationsplatz auf dem 15. Tabellenplatz stand, als Nachfolger von Manuel Baum. Auch zum Saisonende belegte die Mannschaft den 15. Tabellenplatz, mit 32 Punkten. Nach nur vier Punkten aus den vorangegangenen neun Spielen, die dafür sorgten, dass der FCA auf den 14. Tabellenplatz rutschte, wurde Schmidt nach einer 0:2-Niederlage gegen den FC Bayern München am 25. Spieltag der Saison 2019/20 als Trainer der Augsburger freigestellt.

#### Sportdirektor beim 1. FSV Mainz 05
Ende Dezember 2020 kehrte Schmidt zum 1. FSV Mainz 05 zurück und übernahm unter dem ebenfalls neu bestellten Sportvorstand Christian Heidel die neu geschaffene Position des Sportdirektors. Sein Vertrag lief zunächst bis zum Saisonende 2022; die Laufzeit wurde Anfang Januar 2022 verlängert. Am 30. Juli 2024 trat er aus privaten Gründen zurück. Er wird weiterhin als sportlicher Berater des Vereins eingesetzt.

## TV-Experte
Schmidt war Experte beim Pay-TV-Sender Sky Deutschland für die Bundesliga-Übertragungen der Saison 2020/21.